# 詹姆斯·史都华 (数学家)
詹姆斯·德鲁里·史都华（英語：James Drewry Stewart，1941年3月29日—2014年12月3日），加拿大数学家，小提琴演奏家，麦克马斯特大学数学荣誉教授。史都华最著名的是他的微积分系列教材，用于高中和大学水平的课程。

## 职业生涯
史都华于1967年在斯坦福大学获得理学硕士学位，在多伦多大学获得博士学位。他在伦敦大学做了两年的博士后，主要研究调和分析和泛函分析。他的书是许多国家大学的标准教科书。他最著名的教材之一是《微积分：早期超越數》（1995），这套教材附有一个学生网站。
史都华还是一位小提琴家，为汉密尔顿爱乐乐团前成员。

## 积分之屋
从2003年到2009年，由布丽吉塔·西蒙和霍华德·苏克里夫设计的一栋房子在多伦多的玫瑰谷社区为史都华博士建造，造价为3200万美元。除了这栋房屋本身的造价以外，地块费用和拆除地块上原有建筑的成本为540万美元。这座建筑被称为“积分之屋”（这是因为这栋房屋弯曲的墙壁和积分符号有一定相似性），它包括一个可容纳150人的音乐厅。史都华曾说过:“我的书和房子是我的孪生遗产。如果我没有修建这所房子，我不知道我会把钱花在什么地方。”现代艺术博物馆馆长格伦·劳瑞称这栋房子是“很长一段时间以来北美最重要的私人住宅之一”。

## 个人生活
史都华是同性恋者，曾参与LGBT平权活动。据纪录片导演约瑟夫·克莱门特说，上世纪70年代初，也就是LGBT解放运动刚刚起步时，史都华曾带着同性恋权利活动家乔治·希斯洛普在麦克马斯特演讲，并参与了抗议和示威活动。克莱门特正在拍摄一部关于史都华和积分之屋的电影。

## 逝世
2013年夏天，史都华被诊断出患有多发性骨髓瘤，这是一种血癌。他于2014年12月3日去世，享年73岁。

## 荣誉
2015年，他获追授荣誉服务十字勋章。